# Lo Ipocrito
Lo Ipocrito ist eine Komödie von Pietro Aretino in fünf Akten, die im Jahr 1542 abgefasst wurde.

## Inhalt

### Zueignung
Die Zueignung ist Guidobaldo della Rovere, Herzog von Urbino gewidmet. Eigentlich habe Aretino die Komödie einer anderen Person widmen wollen, da sie ihm zu gering erschien, um sie ihm zu widmen. Doch das Gewissen habe Aretino schließlich eines Besseren belehrt. Er sei zu dem Schluss gekommen, dass die Komödie noch jungfräulich (weil noch nicht aufgeführt worden) und deshalb die andere Person – ein Ehebrecher – ihrer nicht würdig sei. Die andere Person hätte die Jungfrau nicht zu schätzen gewusst und sie jeden Moment verlassen können. Ein dritter Grund, den Aretino anführt, ist der, dass viele Fürsten mithilfe der Heiterkeit der Komödie bloß versuchten, die Gemüter des Volkes zu beruhigen, da sie ansonsten jede Mühe darauf verwendeten, das Volk mit ihren Bürden zu quälen. Aretinos Gewissen habe ihn schließlich dazu gebracht, die Komödie einzig und allein Guidobaldo zu widmen, da dieser der einzige sei, der seiner Stellung gemäß den Anstand wahre und sich als Fürst durch göttliche Wohltaten und Verdienste verewige. Guidobaldo solle sich dazu herablassen, die Komödie zur Erquickung seiner Gedanken zu lesen, deren Quelle die Heldenhaftigkeit sowie der Großmut eines Fürsten seien. Die Gedanken würden zur gegebenen Zeit Früchte tragen, die ihm neues Lob und bis dahin ungewohnte Ehre sowie Ruhm einbringen würden.

### Prolog
Der Prolog wird von zwei Personen vorgetragen. Die erste Person parodiert Baldassare Castigliones Cortegiano. In Castigliones Werk diskutiert eine seinen Idealvorstellungen entsprechende Hofgesellschaft die unterschiedliche Aspekte des idealen Hofmanns. Jedes Mitglied der Hofgesellschaft bringt dabei seine Wunschvorstellungen bezüglich des Hofmanns zumeist in Sätzen zum Ausdruck, die mit „io vorrei che“ (dt.: „ich wünsche, dass“ bzw. „ich hätte gerne, dass“) beginnen.
Die Wunschvorstellungen des ersten Schauspielers beginnen ebenfalls mit "io vorrei che". Allerdings beziehen sich seine Wünsche auf die Strafen, die denjenigen bekommen sollen, die seinem Idealbild eines Menschen nicht entsprechen. So wünscht er sich, dass Fürsten, die sich nicht standesgemäß verhalten, im Elend versinken und dass Menschen, denen Geld mehr wert ist als ihre Mitmenschen, gesteinigt werden sollen. Nachdem der erste Schauspieler ca. 25 Bestrafungsphantasien aufgezählt hat, ergreift der zweite Schauspieler das Wort. Er ist mit seinem Vorredner keineswegs einverstanden, ist vielmehr der Meinung, dass sinnlose Kritik bzw. Genörgel angeprangert werden sollten. Unnütze Kritik bewirke nichts anderes als den Lauf der Dinge aufzuhalten. Wie der erste Schauspieler zählt der zweite Fällen auf, bei denen man, wie er meint, für sein Handeln kritisiert werde und, wenn man Besserung gelobe und demnach handle, ebenfalls getadelt werde. Nach seiner Meinung sollte die Welt von Pedanten gesäubert werden.
Der Protagonist des folgenden Stücks, der alte Liseo, erscheint auf der Bühne und erzählt, was ihm Schlimmes widerfahren ist. Wie einer der beiden Prologsprecher behauptet, werde sich durch seine Fähigkeit und den Rat eines gewissen Ipocrito die missliche Lage Liseos zum Guten wenden. Am Ende werde Liseo nicht nur über das Unglück lachen, dass sowohl seine Schwiegersöhne als auch zwei der eigenen fünf Töchter auf die schiefe Bahn geraten sind, sondern auch über das Glück, das ihm schließlich widerfahren werde. Von Liseo könne man lernen, wie man sich das Schicksal zur Freundin machen und Fortuna foppen könne.

### Erster Akt
Liseo will sich von einem Geistlichen, dem frommen Parasiten Ipocrito, in einer schwierigen Situation beraten lassen. Er erzählt ihm, er habe einen Zwillingsbruder namens Brizio, den ein Soldat während des Krieges der Mutter entrissen habe. Der Gedanken, dass sein Bruder noch am Leben sei und er mit ihm Hab und Gut teilen müsse, treibe ihn zum Wahnsinn.
Liseo hat fünf Töchter. Tansilla, die älteste, sei mit einem Mann verheiratet, der dem Wahnsinn verfallen und seitdem verschwunden sei. Die Frist, die die Tochter abwarten müsse, um wieder heiraten zu können, laufe an diesem Tag ab. Noch heute Abend möchte er Tansilla daher wieder verheiraten. Porfiria, die zweite Tochter, habe er einem jungen Edelmann versprochen. Porfiria habe jedoch mit einem ihrer Verehrer gewettet, dass sie mit diesem  schlafen werde, wenn er ihr sehr seltene Federn gebracht habe, und heute laufe die Frist der Wette ab. Was die drei weiteren Töchter angehe, so habe er (Liseo) keine Ruhe, da ständig Leute um ihre Hand anhalten. Ipocrito solle ihn nun bezüglich der Wahl der Schwiegersöhne beraten.
Zefiro ist in Annetta, die dritte Tochter, verliebt, hat jedoch noch nicht um ihre Hand angehalten. Er lässt Annetta einen Liebesbrief zukommen, möchte sich aber zuvor von der Kupplerin Gemma beraten lassen, die ihm von dem Frömmler Ipocrito empfohlen wurde.
Der Zwillingsbruder Brizio ist, wie befürchtet, noch am Leben. Er ist in Mailand, dem Ort der Handlung, eingetroffen. Der Soldat Rodalossa, der ihn seiner Mutter entrissen und ihn großgezogen hatte, ist in Neapel gestorben. Er habe ihm Geld vererbt, so dass er in seine Heimatstadt zurückkehren konnte in der Hoffnung, einem Verwandten zu begegnen und von diesem erkannt zu werden.
Die Tatsache, dass sich Brizio und Liseo zum Verwechseln ähnlich sind, führt zu einigen Verwirrungen. Zwei Diener Liseos informieren Brizio, den sie für ihren Herrn halten, über den Fortgang der Vorbereitungen für die Hochzeit Tansillas und Porfirias. Weit folgenreicher für die beteiligten Paare ist die Tatsache, dass Liseos Frau Maja dem ahnungslosen Brizio Tansillas Hochzeitsschmuck übergibt, was zu unberechtigten Unterstellungen, Verwechslungen und Verdächtigungen der unschuldig und unwissend Beteiligten führt.

### Zweiter Akt
Tranquillo, der zukünftige Ehemann Tansillas, und der Edelmann Corebo, dem Porfiria versprochen ist, stehen kurz vor, einer Doppelhochzeit. Tranquillo fürchtet, dass Tansillas Ehemann wieder auftauche und Corebo, dass sein Rivale mit den Federn, um die gewettet wurde, noch am selben Tag in der Stadt eintreffe. Die beiden Männer und Porfiria sind aufgrund der prekären Situation beunruhigt. Porfiria deutet an, dass sie sich das Leben nehmen wolle, falls das Schicksal sich gegen sie wendet.
Die Mutter der Bräute lässt auf sich warten. Nachdem sie unwissentlich Brizio Tansillas Hochzeitsschmuck übergeben hatte, ist sie zu ihren Verwandten gegangen, um sie zur Hochzeit einzuladen. Als sie nach Hause kommt, erfährt sie von ihrem Diener Guardabasso, dass Tansilla immer noch vergeblich auf den Hochzeitsschmuck warte und verzweifelt ist.
Mutter Maja behauptet, dass sie ihrem Ehemann Liseo doch den Hochzeitsschmuck gegeben habe, woraufhin Liseo seiner Frau unterstellt, sie habe den Schmuck einem heimlichen Liebhaber geschenkt. Es kommt zu einem Wortwechsel zwischen den beiden, der in einer Prügelei endet.
Porfirias Verehrer Prelio ist, wie befürchtet, in der Stadt eingetroffen. Porfirias wegen sei er, so Prelio selbst, um die ganze Welt gereist ist und es sei ihm am Ende gelungen, in Arabien die versprochenen Federn des Vogels Phönix finden. Er begibt verkleidet als Pilger zu Liseos Haus, um in Erfahrung zu bringen, ob Porfiria in ihn verliebt ist. Gegenüber Porfiria gibt er vor, ein Freund Prelios zu sein, der ihr Prelios Urne Prelios übergeben wolle, der auf der Suche nach den Phönix-Federn gestorben sei. Beim Versuch, an die Federn des Phönix zu gelangen, sei Prelio in der Hitze der Glut des Vogels verbrannt und zu Asche zerfallen.
Schließlich jedoch gibt er seine wahre Identität preis. Porfiria, die Corebo liebt, ist zutiefst bestürzt und Prelio wegen der unerwarteten Reaktion seiner Angebeteten ebenso.
Annetta, die dritte Tochter, hat Zefiros Liebesbrief erhalten. In einem Gespräch zwischen Ipocrito und Zefiro stellt sich heraus, dass sowohl Liseo und als auch Brizio mit Nachnamen Rocchetti heißen. Liseo übergibt Zefiro einen Liebesbrief Annettas und dieser entschließt sich, um die Hand seiner Angebeteten anzuhalten. Ipocrito behauptet daraufhin, er habe längst von der Absicht Zefiros gewusst und bereits mit Liseo gesprochen. Inzwischen ist Artico, Tansillas Ehemann, der nach eigenem Bezeugen durch die Welt gereist ist und viel erlebt hat, reumütig nach Mailand zurückgekehrt. Er möchte seine Schwiegereltern und seine Frau um Vergebung bitten.

### Dritter Akt
Zefiro will selbst bei Liseo um die Hand Annettas anhalten. Er glaubt zwar, mit Liseo zu sprechen, spricht in Wirklichkeit aber mit dessen Bruder Brizio. Brizio reagiert auf den Antrag Zefiros verständlicherweise ungehalten. Zefiro wiederum ist wegen Brizios Reaktion äußerst niedergeschlagen, da er sie als Ablehnung deutet. Er erzählt Ipocrito „Liseos“ Reaktion, Ipocrito wiederum möchte, da die Unterredung mit Liseo offensichtlich erfolglos war, selbst mit Annetta reden. Ipocritos Vermittlerrolle in den Liebesangelegenheiten von Annetta und Zefiro ist nicht uneigennützig. Er lässt sich nicht nur von Zefiro reich beschenken, sondern hat vor, selbst bei Annetta zum Zuge zu kommen. Er überbringt ihr einen Liebesbrief Zefiros und verschwindet anschließend mit ihr.
Liseo empfiehlt er später, sich angesichts der schwierigen Situation – des „Verschwindens“ Annettas und des Auftauchens der beiden Rivalen der Bräutigame – eine stoische Haltung einzunehmen und auf diese Weise dem Schicksal zu trotzen. Brizio möchte die Stadt verlassen, da er der häufigen Verwechslungen überdrüssig ist und ihm die Begegnung mit Zefiro gleichsam "den Rest gegeben" hat. Liseo möchte gegen seine Frau vor Gericht gehen, er wirft ihr weiterhin vor, den Hochzeitsschmuck an einen Liebhaber verschenkt zu haben. Als Magd verkleidet begibt sich Porfiria zum Arzt Messer Biondello, um sich Gift, angeblich um die Ratten im Haus zu bekämpfen, zu besorgen: Sie will ihrem Leben ein Ende bereiten. In einem Monolog Porfirias erfahren die Zuschauer, dass sie Prelio nicht aus Liebe, sondern aus Mitleid heiraten wollte. Auch Corebo und Tranquillo sind angesichts ihrer Lage unglücklich und sinnen darüber, ob sie sich selbst oder ihren Rivalen das Leben nehmen sollen. Von Freunden hat Artico Freunden erfahren, dass seine Frau noch am selben Tag einen anderen Mann heiraten will. Er begegnet dem zukünftigen Ehemann seiner Frau, Tranquillo, den er nicht kennt, und erzählt ihm, dass er den Rivalen ermorden will.

### Vierter Akt
Corebo und Tranquillo stellen Liseo zur Rede, der sich – dem Rat Ipocritos entsprechend – stoisch gibt. Seine Gleichgültigkeit angesichts der für alle Beteiligten beunruhigenden Situation wird von den beiden jedoch als ein Anflug von Wahnsinn gedeutet. Liseo trägt seinem Diener Guardabasso auf, niemanden in das Haus zu lassen.
- Tanfuro übergibt Liseo Geld und einen Smaragdring, im Glauben es handele sich bei ihm um Brizio. Liseo nimmt das Geld und den Ring an, da er wiederum glaubt, durch sein gleichgültiges Verhalten Fortuna geneigt gemacht zu haben. Tanfuro hält er für einen Boten Fortunas. Auch diese Verwechslung bleibt nicht ohne Folgen. Als Tanfuro seinem Herrn erzählt, er habe ihm das Geld und den Ring übergeben, glaubt Brizio, dass sein Diener ihn hintergehen wolle. Später, da der zunächst durch die Unterstellungen seines Herrn gekränkte Tanfuro die ganze Zeit über den Hochzeitsschmuck verwahrt, Brizio ihn jedoch nicht weiter danach gefragt hat, möchte er seinen Herrn schließlich mit diesem trösten. Es kommt erneut zu einer Verwechslung. Tanfuro hält Liseo wieder einmal für Brizio und gibt ihm auf diese Weise den Hochzeitsschmuck zurück. Liseo fühlt sich durch die beiden Gaben in seiner stoischen Haltung gegenüber Fortuna bestärkt. Als Tanfuro später auf Brizio trifft und den Hochzeitsschmuck erwähnt, ist ihm sein Herr nicht mehr böse, da die Begegnung zwischen ihm und Liseo (siehe unten) inzwischen stattgefunden hat und ihm nun dämmert, dass es sich nicht, wie zunächst vermutet, um einen Zauber, sondern in der Tat um seinen Zwillingsbruder handelt.
- Porfiria offenbart Corebo ihre Selbstmordabsichten. Da Corebo sich aufgrund der schwierigen Situation keinen Rat weiß, beschließt er, sich zusammen mit seiner Frau das Leben zu nehmen.
- Artico gelingt es Liseo und Maja um Vergebung dafür zu bitten, dass er Tansilla verlassen habe. Während Liseo erwartungsgemäß weiterhin den Gleichgültigen spielt, vergibt ihm Maja und führt ihn zu Tansilla.
- Zum ersten Mal treffen in der Komödie Liseo und Brizio aufeinander. Nach all den Verwechslungen, die Brizio erlebt hat, wähnt er sich nicht in Mailand, sondern im verhexten Garten in Ludovico Ariostos Orlando furioso (1516/32, vgl. 12.–13. Gesang). Liseo hingegen glaubt, dass die listige Fortuna seine Gestalt angenommen habe, damit er nicht weiter imstande sei, sie zu hassen. Da die Zwillingsbrüder in ihren Vorstellungen von Irrealität befangen bleiben, erkennen sie sich nicht wieder.
- Offensichtlich ist Ipocrito auch der Kuppler Tranquillos. Da für Tranquillo die Aussicht auf eine Ehe mit Tansilla geschwunden ist, rät ihm Ipocrito, sein Augenmerk auf Angizia zu richten. Er werde dafür sorgen, dass beide zusammenkämen.

### Fünfter Akt
- Porfiria hat ihren Selbstmord aufgeschoben, um ihre Pflicht zu erfüllen und mit Prelio zu schlafen. Da Porfiria bei ihrer verhängnisvollen Ansicht bleibt, bestraft Prelio sie, indem er sie mit einem Kuss von ihrer Pflicht befreit. Porfiria bleibt jedoch bei ihrer Absicht, sich das Leben nehmen zu wollen. Schließlich möchte auch Prelio sich das Leben nehmen. Porfiria erzählt Corebo davon, dass Prelio sie von ihrer Pflicht befreit hat, ihn zu ehelichen. Anschließend fällt sie in Ohnmacht, wohl, weil sie weiß, dass Prelio sich das Leben nehmen möchte, sie hingegen angesichts der freudigen Reaktion Corebos nicht weiter die Absicht hat, dies zu tun. Der Selbstmord Prelios wird jedoch von Messer Biondello vereitelt, dem Prelio wohl Gift abkaufen wollte. Er, so Biondello selbst, habe nämlich erfahren, dass Liseo aufgrund der vermeintlichen Veruntreuung des Hochzeitsschmucks durch dessen Frau nach ihrem Leben trachtete und wegen der zeitlichen Übereinstimmung der Nachfrage nach dem Gift durch die vermeintliche Magd Liseos Verdacht geschöpft. Daraufhin habe er festgestellt, dass er der „Magd“ kein Gift, sondern lediglich ein Schlafmittel mitgegeben habe. Diese Nachricht veranlasst Prelio wiederum dazu, von seinen Selbstmordabsichten Abstand zu nehmen. Bei einer späteren Gelegenheit schlägt Porfiria Prelio vor, ihre Schwester Sveva zu heiraten. Sie verspricht ihm, sich bei ihren Eltern dafür einzusetzen.
- Brizio vergewissert sich bei Ipocrito, dass sein Doppelgänger tatsächlich sein Bruder ist. Da es Ipocrito nicht gelungen ist, Liseo wieder von seiner stoischen Haltung abzubringen, warnt er Brizio vor einer unangemessenen Reaktion Liseos, wenn es zum erneuten Wiedersehen der beiden kommen sollte.
- Aufgrund der stoischen Haltung, die Liseo an den Tag legt, scheint es, als könne ihn nichts mehr aus der Fassung bringen. Auf diese Weise sind am Ende all seine Töchter verheiratet. Tansilla bleibt mit Artico verheiratet, Porfiria heiratet Corebo, Angizia den nicht mehr in Tansilla verliebten Tranquillo, Sveva Prelio. Annetta und Zefiro hatten inzwischen heimlich geheiratet, was jedoch folgenlos bleibt, da dies, so Maja, immer noch besser sei, als dass Annetta als Prostituierte ende. Brizio schließlich freut sich, dass er in der Familie Liseos eine Stütze für das Alter gefunden habe.
- Liseo wendet sich am Ende der Komödie an die Zuschauer. Er behauptet, er wisse, dass er dem Autor der Komödie einen Gefallen tue, wenn er den Zuschauern mitteile, dass ihm die Komödie gefallen werde, wenn sie dem Publikum gefallen habe, der Autor aber größeren Gefallen daran finden werde, wenn sie dem Publikum nicht gefallen habe. Sollte die Komödie dem Publikum gefallen haben, bedeute dies, dass der Autor wenig Rücksicht auf das Publikum genommen habe; sollte die Komödie dem Publikum nicht gefallen haben, so habe er es umso weniger berücksichtigt. Liseo verabschiedet sich schließlich von den Zuschauern, mit der Begründung, er wolle sich die Hochzeitsfeierlichkeiten nicht entgehen lassen.

### Zweite Zueignung
Der Komödie folgt eine zweite Zueignung, die Daniello Barbaro (1513–1570) gilt, einem Kleriker, der Geschichtsschreiber der Republik Venedig war und Gesandter Venedigs in England. Ipocrito wird in der Zueignung als der Bruder Talantas, der Protagonistin der nachfolgenden Komödie Aretinos präsentiert. Talanta habe aufgrund der Ehre das Licht der Welt erblickt, die ihr dadurch zuteilgeworden sei, dass Daniello die Komödie, in der sie die Hauptperson ist, zuvor gelesen, gerühmt und dadurch eine gewisse Autorität verliehen habe. Da aber sowohl Lo Ipocrito als auch La Talanta (1542) vom selben Autor stammten, solle Daniello beiden Komödien dieselbe Gunst zuteilwerden lassen, da eine der beiden ansonsten als Bastard angesehen werden könnte, zumal der Schatten, den Daniello werfe, der Komödie eine Zuflucht sei, wie die Kirche die Zuflucht eines Mannes darstelle, der von der staatlichen Autorität verfolgt werde. Am Ende der Zueignung grüßt Aretino Daniello noch einmal ehrerbietig.

### Personen
- Liseo, alter Mann
- Guardabasso, Liseos Diener
- Malanotte, Liseos Diener
- Perdelgiorno Liseos Diener
- Brizio, Zwillingsbruder Liseos
- Tanfuro, Diener Brizios
- Ipocrito, Parasit
- Tranquillo, der eigentlich Tansilla hätte heiraten sollen, aber hinterher Angizia zur Frau nimmt
- Corebo, Verlobter Porfirias
- Prelio, zunächst der Liebhaber Porfirias, schließlich Svevas Bräutigam
- Zefiro, der als Liebhaber Annettas später ihr Gemahl wird
- Troccio, Diener Zefiros
- Artico, Ehemann Tansillas
- Tansilla, Tochter Liseos
- Porfiria, Tochter Liseos
- Angizia, Tochter Liseos
- Sveva, Tochter Liseos
- Annetta, Tochter Liseos
- Maja, Frau Liseos
- Messer Biondello (Herr Biondello), Arzt
- Gemma, Kupplerin

### Weitere Informationen
- Für die Abfassung von Lo Ipocrito soll Aretino nur wenige Tage benötigt haben[1]
- In der Szene 4 des zweiten Aktes fragt sich Prelio ironisch, wohl in Anspielung auf Dantes Divina Commedia (1307–1321), warum Porfiria nicht das Feuer der Hölle und die Sterne des Himmels von ihm gefordert habe.
- Bei einem seiner Botengänge (dritter Akt, Szene 12) schwärmt Ipocrito gegenüber Annetta von den Kindern, die sie mit Zefiro zeugen werde, was an die Prophezeiungen in Il Marescalco (1533) und Ludovico Ariostos Der rasende Roland (1516/32, vgl. dritter Gesang, Strophe 23–49) erinnert.
- Ebenfalls in Szene 12 des dritten Aktes finden wir eine Parallele zu Machiavellis Mandragola (1518, vgl. dritter Akt, Szene 11). Ipocrito entschuldigt seine Absicht Annetta zu verführen, indem er zwischen leiblichen und seelischen Sünden unterscheidet, wobei Letztere seiner Auffassung nach weit schlimmer sei als Erstere. Auch Corebo unterscheidet wie Fra Timoteo in Mandragola zwischen der Sünde des Körpers und der der Seele. Diese Unterscheidung macht er bezüglich der Tatsache, dass Porfiria zwar verpflichtet sein wird, mit Prelio zu schlafen, jedoch ihm im Herzen weiterhin treu bleiben wird.[2]
- Am Ende der Szene 14 des vierten Aktes stimmen Malanotte und Perdelgiorno darin überein, dass ihre Herren gegenüber den Dienern willkürlich seien. In schlechten Zeiten, wenn sie der Hilfe der Diener bedürften, seien sie deren besten Freunde; in schlechten Zeiten hingegen behandelten sie ihre Diener wie Hunde. Dieser letzte Abschnitt der Szene erinnert an La Cortigiana (1525/34, vgl. fünfter Akt, Szene 15), in der die Beschreibung des Zustands der Speisekantine und der Verköstigung der Diener exemplarisch für das Verhältnis von Herr und Diener sein sollen.
- Im Gegensatz zu den Dienern, die in der altrömischen Komödie und der italienischen Renaissancekomödie (z. B. bei Ariost und Bibbiena) vorkommen, zeichnen sich die Diener in Lo Ipocrito nicht durch eine besondere Hinterlist aus. Statt die Handlung wesentlich mitzutragen, kommentieren sie das Geschehen lediglich.[3]
- Für Radcliff-Umstead ist Lo Ipocrito deshalb bahnbrechend, weil es sich seiner Auffassung nach dabei um die erste Komödie handelt, in der romantische Elemente eingebaut wurden.[4]

### Literarische Einflüsse

#### Altrömische Literatur
- In Lo Ipocrito treten im Vergleich zu Aretinos vorherigen Stücken stärker Elemente der altrömischen Komödie auf.[1]
- Die Verwechslungskomödie mit den beiden Zwillingen Brizio und Liseo ist Plautus’ Menaechmi entlehnt.[1]
- In Plautus’ Stichus finden wir wie bei Artico, Tansilla und Tranquillo das Motiv der Frau, die von ihrem Mann verlassen und daraufhin von ihrem Vater bedrängt wird, einen anderen Mann zu heiraten wieder: Die beiden Töchter Philumena und Pamphila, sind mit zwei Männern verheiratet, die seit zwei Jahren nicht in ihre Stadt zurückgekehrt sind. Der Vater der beiden drängt sie dazu, andere Männer zu heiraten, aber beide bleiben ihren Männern treu und werden durch die Rückkehr ihrer nunmehr wohlhabenden Ehemänner belohnt. Allerdings ist bei Tansilla von Treue nicht die Rede.[5]
- Sophokles’ Elektra[6]

#### Italienische Literatur
- Aretino wurde bei Lo Ipocrito durch Boiardos Orlando Innamorato (1483) beeinflusst. So findet sich im Orlando innamorato eine Geschichte, in der der Edelmann Prasildo sich in Tisbina, der Freundin seines Freundes Iroldo verliebt. Um Prasildo (der seine Selbstmordabsichten mit der aussichtslosen Liebe zu Prasilda begründet) vom Selbstmord abzuhalten, verlangt sie als Unterpfand für die Ehe einen Bogen von ihm, der sich im Gebiet der Barbaren befinden und der aus dem Holz eines magischen Baumes gefertigt sein soll. Prasildo schafft es trotz aller Gefahren, den Bogen tatsächlich zu finden und ihn Tisbina zu bringen. Um ihre Ehre zu retten, beschließen Tisina und Iroldo daraufhin Gift zu nehmen. Auch Prasildo möchte sich das Leben nehmen, da Tisina ihn nicht liebt. Der Apotheker, der ihnen das Gift für den Selbstmord verkauft hat, setzt Prasildo davon in Kenntnis, dass er den beiden einen harmlosen Trank gegeben habe. Prasildo überbringt den beiden die Nachricht von der Wirkungslosigkeit des vermeintlichen Giftes. Iroldo ist ob des Großmuts Prasildos so sehr beeindruckt, dass er sich dazu entschließt, die Stadt zu verlassen und Tisina Prasildo zu überlassen. Später erfährt Prasildo, dass sich Iroldo in Gefahr befunden und die Stadt deshalb verlassen habe, um ihn vor größerem Unglück zu bewahren. Im Unterschied zu der Geschichte Boiardos wird in Lo Ipocrito das Liebesdrama dadurch aufgelöst, dass Prelio Porfiria durch einen Kuss von ihrer Verpflichtung befreit.[7]
- Die Entbindung der Pflicht Porfirias, mit Prelio zu schlafen, ist möglicherweise von der fünften Novelle des zehnten Tages in Boccaccios Decamerone (~1349–1353) inspiriert (die wiederum Boiardo zu der oben erwähnten Geschichte inspiriert haben dürfte), in der die Edelfrau Dianora vom Herrn Ansaldo, der mit dieser sexuell verkehren möchte, verlangt, ihren Garten im Winter erblühen zu lassen. Mithilfe eines Magiers gelingt es Ansaldo der Bitte der Dame nachzukommen. Der Ehemann Dianoras erlaubt seiner Frau mit Ansaldo zu schlafen, weshalb Ansaldo, der vom Großmut des Ehemannes Dianoras beeindruckt ist, diese von ihrer Pflicht entbindet. Eine ähnliche Geschichte findet sich zudem in Boccaccios Filocolo.[8]

### Textausgaben
- Pietro Aretino: Lo Ipocrito. In: Pietro Aretino: Tutte le commedie. Mursia, Milano (Mailand) 1968.